# 激進建制派
激進建制派，又稱激進親中派，是在2012年梁振英上任香港行政長官後，出現的一些比傳統建制派政黨更立場強硬，以支持香港特別行政區政府的組織。其中有些極端者更會以暴力攻擊對政府持有反對意見的人。有民主派媒體認為激進建制派是中國共產黨在香港的外圍組織。
由於其相關組織與傳統的議會建制派如民建聯及商界的理念和主張不一致，故被一些泛民媒體稱之為激進親共派。

## 形成背景
2012年12月18日，張曉明出任香港中聯辦主任，翌年1月他在公開場合表明「西環（中聯辦）不治港，但是西環要盡責」，與前任高祀仁和彭清華的低調作風不同，他多次就香港的敏感政治議題發言，引起關注，被民主派視為「強硬派」人物。在張曉明任職主任期間，一些被指是由中聯辦培植的新興激進建制派及立場支持前香港特首梁振英的組織如「愛護香港力量」、「愛港之聲」、「保衛香港運動」等相繼冒起，那些組織被香港媒體稱為「西環契仔契女」（意指「中聯辦的乾兒子乾女兒」），以文革式手段攻擊泛民主派或其他非建制派。此外，張曉明的任期與梁振英擔任香港特首的任期幾乎完全重疊，且任內一直認同梁振英的表現。
全國人大常委范徐麗泰公開指出，梁振英派別激起香港獨立運動，香港和香港政府受到中華人民共和國的「國家機器」左右。

## 部份組織

### 愛護香港力量/愛港行動
愛護香港力量，簡稱「愛港力」，源於梁振英上任香港特首後的一個親梁派別社運組織，其主要成員陳淨心已退出，並另起爐灶組織「愛港行動」。

### 愛港之聲/保衛香港運動
愛港之聲（英語：Voice of Loving Hong Kong），是由前中華人民共和國深圳市委統戰部下属組織深圳市海外聯誼會的理事高達斌在臉書所發起的組織。愛港之聲曾經動員支持梁振英政府，2017年前後改為支持參加行政長官選舉的林鄭月娥。
2013年8月，激進派組織「保衛香港運動」從「愛港之聲」衍生而出，並以有「港版紅衛兵」之稱的傅振中為召集人，該組織常在公眾活動中與非建制派起衝突，被指引起市民不滿和令在場維持秩序的警察帶來麻煩。

### 幫幫香港出聲行動
幫幫香港出聲行動，簡稱「幫港出聲」，是一個在臉書群組內多發表中國大陸及親中共內容的組織。由於該群組發表的內容不時偏離香港，及政治陰謀化有本末倒置爭議，故被戲稱為「幫黨出聲」和「幫幫大陸出聲行動」。

### 香港青年關愛協會
香港青年關愛協會，即香港青年關愛協會有限公司，簡稱「青關會」。該組織的立場為反法輪功，據親法輪功媒體大紀元時報報導，「青關會」屬於中國共產黨外圍組織，是610辦公室的分支機構，曾多次在香港對法輪功的活動作出滋擾行為，又指其涉及炸彈恐嚇案件。

### 正義聯盟/撐警大聯盟
正義聯盟和撐警大聯盟同出自李偲嫣發起的「親梁」、反佔中的社交群組和組織，前者曾經成為一個香港政黨，名為「正義聯盟黨」。李偲嫣的行為常受到媒體關注，被部份香港媒體長期和熱烈的報導，其後出現內亂。

### 香港政研會
於2016年4月10日組成，自稱「積極改革派」，其主張為反對香港獨立。2016年立法會選舉派出兩組名單，最後他們兩組名單僅獲共1,542票落選。自成立以來，香港政研會一直和民主派針鋒相對，手段比一般建制派政黨激烈，甚至演變成針對民主派和記者的仇恨言論及暴力事件。

### 香港本土力量
香港本土力量是由何志光和前人民力量成員任亮憲成立的政黨組織，原本的成立目的是狙擊青年新政、熱血時報、普羅政治學苑和香港復興會等本土派組織。自2018年11月香港立法會九龍西地方選區補選以來轉為支持陳凱欣當選，所有的泛民主派也成為其黨的攻擊對象。該政黨的成員雖然都曾經支持過雨傘革命，但反對香港獨立運動和批評反對逃犯條例修訂草案運動。

### 保障民生建設聯盟
保障民生建設聯盟，簡稱保民聯，是香港建制派組織，於2019年9月10日成立。召集人為袁桂禧，成員包括註冊中醫、資訊科技界從業員、工商管理及法律系學生、英語教學碩士學生等。
保民聯自稱是香港「激進建制派」組織，主要批評現有傳統和商界建制派佔有區議會和立法會多數議席，但貢獻不多，而民主派則無視市民追求穩定的思維。聯盟成員有意於2019年區議會選舉於四個現任議員為傳統和商界建制派的選區參選。對於追擊民建聯的質疑，聯盟回應指他們按對選區的熟悉程度選擇選區。

### 忠義民團
由前警察石房有創立組織，曾經有各項活動和香港民主派針鋒相對，近年時常針對黃之鋒等社運人士及民間團體舉行街頭活動時主動滋擾、挑釁。

## 政治立場
他們普遍對中國共產黨及香港政府採取強烈支持態度，部分成員甚至支持一國一制。於不涉及香港政制的問題上，他們亦不時刻意採取反對民主派行動之態度，違反常識地只為反對而反對，例如於2020年5月，富臨集團被指控以無薪假之名，迫使工友無限期停薪留職，協助工友的民主派成員連同部分工友前往富臨一分店抗議，當時激進建制派人士石房有當時亦在場叫囂，石房有甚至當場公開表明同意老闆欠薪是正確行為。

## 行為及言論
激進建制派的言論及行為往往引起爭議，甚至以衝突收場。即使是主流媒體對於其言論作稍為深入的追問，部分激進建制派人士也會輕易指責記者無禮或偏頗民主派，甚至會因此暴力攻擊、圍毆記者。
於網上方面，他們不時針對一些意見不同，親民主派人士、因不同理由被定性為「不愛國」人士上綱上線抹黑，進行起底、改圖等惡意網絡欺凌，到有關人士的住所、工作地點周圍聚集滋擾、搗亂，甚至向其僱主滋擾、施壓，要求將其開除、解僱（儘管有關人士並非公眾人物亦然）。
對於個別香港警隊人員被揭發明顯犯錯、涉及不當行為等面臨調查或處分，激進建制派人士往往抱盲目支持態度，為其任意堆砌各式藉口開脫；甚至訴諸陰謀論，質疑為政敵蓄意抹黑、陷害以作推卸。例如2021年5月，警務處國家安全處處長蔡展鵬被揭發曾光顧灣仔一間有提供色情按摩服務的無牌按摩店而須休假候查，有激進建制派人士仍在網上撰文，聲稱蔡因「腰痛」以按摩紓緩，當中沒有涉及不道德行為（有關說法尚未獲得事主證實）。
2021年7月22日，7名涉及元朗襲擊事件的鄉事及黑社會分子在區域法院被裁定暴動罪成判監，有激進建制派人士舉起國旗辱罵法官，亦有家屬在激進建制派分子楊官華、李璧而陪同下進行記者會，指控法庭裁決不公。
不過，警方處理激進建制派涉及暴力、滋擾等行為舉報時，往往以消極態度處理，將有關人士護送離場了事，拒絕執法拘捕相關人士，或以種種理由不予積極調查，任由舉報不了了之，與嚴厲針對反政府示威者態度截然不同。民間詬病警方是「選擇性執法」，包庇並縱容激進建制派進行各種不法行為。

### 訴諸外國勢力干預香港
激進親建制派人士不時將香港社會事件形容為外國勢力干預香港造成，甚至在缺乏證據下將之形容為「顏色革命」，並穿鑿附會地製造假新聞。例如將遊行集會現場及周圍出現的非華裔人士都捕風捉影，任意抺黑、誣衊為「美國特務」：於香港逃犯條例爭議期間，陳淨心曾經貼出荷里活巨星麥迪文（Matt Damon）的照片，指他是美國中情局人員。而民建聯立法會議員蔣麗芸亦指沙田遊行後在新城市廣場，有外籍男子右手疑似有暗號動作，質疑他是「外國勢力」指揮衝擊，但其實對方只是一名居港的非華裔網絡名人。
另外，於2017年，英籍記者 Richard Scotford 曾被陳淨心指控是美國中情局人員，而且是佔領中環的「現場指揮」， 遭陳淨心及其支持者包圍指罵，從未踏足美國的Richard笑言自己有幾分似Jason Bourne，或許因此而被當作特工。

### 2013年4月接受信報訪問和葉寶琳對談演變場面失控
2013年4月，當時的愛護香港力量召集人陳淨心接受信報訪問和民主派社運人士葉寶琳對談，但其後不歡而散，愛港力其後向信報發譴責」聲明，指信報記者針對愛港力量，記者態度欠佳，立場偏頗。其後信報作出回應，當中提及（一）事前不知陳淨心還帶來四名網民，起初陳聲稱他們只是提示自己論點或有遺漏，但其後卻多次插話打擾對談，（二）陳淨心如「菜園村村民抗議只為錢」等等與記者對事件理解存在落差的論點時，記者跟進反被指「無禮」和「公審」，陳更用上「仆街」來罵記者和另一受訪者，但回應中卻反過來形容記者無禮，（三）記者亦曾質問葉寶琳是否「想搞亂香港」、「是否收錢搞事」等，葉寶琳從容否認，並沒有譴責記者，而陳淨心發言的時間比葉寶琳更多，（四）信報原以為是次對談有助主流媒體與陳小姐溝通，可惜訪問中斷，未能如願。

### 2015年針對和政府不同看法的海關關員令其被解僱
2015年2月，見習海關關員林景楠途經「光復沙田」（反對一簽多行等政策）示威現場及接受電視台訪問，表達與政府不同看法，結果被激進建制派起底，先被調離客運檢查崗位；至2015年10月，更被海關「以言入罪」無理解僱。其後林創立阿布泰國生活百貨。

### 2016年1月涉嫌放置假炸彈
2016年1月17日，香港青年關愛協會亦曾企圖阻止法輪功交流活動，到尖沙嘴龍堡國際賓館涉嫌放置假炸彈，最終兩男三女青關協成員分別在油麻地、太子及大埔被捕，涉案的被捕全部是香港居民，部分人士有黑社會背景。警方懷疑他們受僱擾亂集會，不排除會有進一步拘捕行動。

### 2019年「撐警隊、護法治、保安寧」民間聲援集會
以香港政研會為例，他們曾經和其他團體於6月30日發起「撐警隊、護法治、保安寧」民間聲援集會，支持警方對記者及其他市民進行施暴，被襲擊的記者來自《立場新聞》、《香港01》、香港電台和《大公報》等媒體。

### 「天下為公」行動
香港政研會曾經在2019年8月發起「天下為公」行動，其中香港政研會對記者進行辱罵，又對東方日報記者的相機鏡頭伸出舌頭舔舐，甚至試圖咬鏡頭。

### 多次以種族歧視言論狙擊利君雅被平機會關注
在逃犯條例爭議期間，港台記者由於利君雅多次積極追問政府高官，因而成為親中派批評的目標。在Facebook 上，尤其是激進建制派媒體的專頁，不少網民留言都有針對利君雅的種族及膚色，包括形容她是「差女」、「應該返去巴基斯坦」、「非我族類都是無禮貌嘅產物」等。至2020年1月21日，平機會發表聲明，不點名提到有網民攻擊一位女記者的種族膚色，平機會對此表示關注，重申反對不同形式的歧視。平機會亦指根據《種族歧視條例》規定，基於某人的種族而歧視、騷擾及中傷該人，即屬違法。

## 傳媒
- 港人講地
- 幫港出聲
- 時聞香港
- HKG報
- 向香港警察致敬

## 代表性政治人物
- 獨立：何君堯[38]：與曾樹和在反港獨集會中高呼要將主張港獨人士「殺無赦」[39]，被指參與元朗襲擊事件，與江湖人士握手，亦支持推動23條立法。
- 創建力量：莫嘉傑
- 新民黨，公民力量：葉劉淑儀、李梓敬、陳志豪、林宇星、劉文杰、蘇炤成
- 工聯會：陸頌雄、王國興[40]、吳秋北[41]、陳穎欣、邓家彪、刘学廉、黃遠康。
- 民建聯：何俊賢[42]、葛珮帆[43]、蔣麗芸、鄺星宇、叶文斌、施彬彬、穆家駿等。

### 其他人士
此外，也有不少政治界以外的人士儘管沒有公開表示支持特定政黨，但往往因為透過網絡、報章等刊文表達對中華人民共和國的熱愛，以及針對民主派以及溫和建制派發表極端言論，也被視為極端親中派別的支持者：
- 網絡名人：劉馬車[44]、孫凱怡、楊官華、曾鎧琪、許民楓、高松傑、柯朝暉、劉可澄、梁思韻、何志光［創立香港本土力量 (2015年)］、郭政彤、陈怡、黄国生、林克霖、黃煒龍、曾子晴、梁烈唯
- 藝人：馬蹄露、楊明、莊思明、莊思敏、曹永廉、陳小春、鍾鎮濤、吳思佳、梁競徽、朱庭萱、唐文龍、鄭希怡、車淑梅
- 曾樹和：與何君堯在反港獨集會中高呼要將主張港獨人士「殺無赦」[39]
- 周融
- 愛護香港力量：陳淨心
- 愛港之聲：高達斌
- 香港政研會：鄧德成、關新偉[45]、高志強、高志輝
- 正義聯盟：李偲嫣（已故）
- 忠義民團：石房有
- 珍惜群組：李璧而
- 屈穎妍
- 阮紀宏
- 高志森
- 王晶
- 李力持
- 陳玉娥
- 傅振中
- 李凱湖
- 郭德英
- 藍雪寶